# Trompa de ângulo

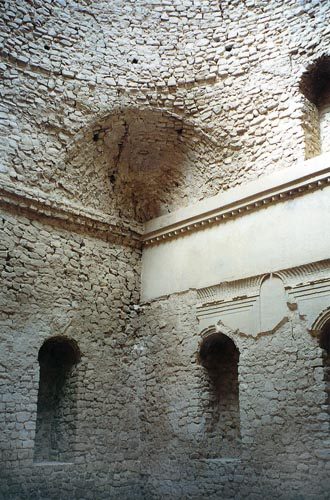
Trompa de ângulo no Palácio Sassânida de Ardeshir. Firouzabad, província de Fars, Irão.

Trompa de ângulo é uma espécie de abóbada cónica, formada por arcos diagonais dispostos em avançamento nos ângulos superiores dos muros, e que tem por função estabelecer a passagem de uma planta quadrangular a outra poligonal ou circular.